# Homerazzi
Homerazzi (v anglickém originále Homerazzi) je 16. díl 18. řady (celkem 394.) amerického animovaného seriálu Simpsonovi. Scénář napsal J. Stewart Burns a díl režíroval Matthew Nastuk. V USA měl premiéru dne 25. března 2007 na stanici Fox Broadcasting Company a v Česku byl poprvé vysílán 7. prosince 2008 na stanici ČT2.

## Děj
Simpsonovi slaví Homerovy narozeniny. Homer ale nedokáže sfouknout svíčky na dortu. Zkouší to až do večera, až nakonec vyčerpáním upadne do dortu a způsobí požár. Rodina se rozhodne pořídit si ohnivzdorný trezor, aby mohli ochránit své nejcennější předměty. Marge uschová rodinné fotoalbum, Líza vybrala kabriolet Malibu Stacey, Homer kolínskou, kterou měl na prvním rande s Marge, a Bart mluvící figurku Krustyho. Předtím, než ji dá do trezoru, ji ale zapomene vypnout. Figurka spadne do auta, kde rozsvítí světla, která svítí na kolínskou. Ta se začne vařit a vybuchne. Vše včetně fotografií je spáleno na popel.
Marge dostane nápad, že by mohla všechny vzpomínky nafotit znovu. Při focení oslav roku 1987, Homer, Líza a Bart vypadají jako v The Tracey Ullman Show. Když si poté prohlížejí nové fotky, tak na jedné uvidí Duffmana s Kozarelou. Marge vymyslí, že by mohli fotku prodat bulváru. Homer se s redaktorem domluví, že mu bude nosit více takových fotek.
Z Homera se stane paparazzi a začne fotit celebrity v trapných situacích. Homer si stěžuje si ho celebrity nevšímají, ale když si ho všimne Betty Whiteová, je naštvaný ještě víc. Jeho fotografování vyvrcholí tím, že vyfotografuje soukromou svatbu Rainiera Wolfcastla a dcery starosty (Marie Quimbyové). Rainier Wolfcastle pozve ostatní celebrity, které Homer vyfotil, do svého sídla, kde jim představí svůj plán. Najme na Homera vlastního fotografa Enrica Irritazia.
Homer je ale přímo terč na trapné situace. Rainier vydá celý časopis věnovaný Homerovým fotkám. Marge mu poradí, ať focení už nechá. Celebrity oslavují svou výhru, ale Homer si to rozmyslí a vtrhne na jejich party a nafotí je. Slíbí, že výměnou za vlídnost k fanouškům fotografie nebude publikovat. Pak Rainier pozve Homera a jeho rodinu na svou party plošinu na moři. Marge mu tam chce předložit svůj scénář na film Máma hospodyňka. Rainier odmítne a natočí film pod svým jménem. Marge sice nemá radost, že si Rainier Wolfcastle přivlastnil její dílo, ale je ráda, že se to aspoň zfilmovalo.

## Přijetí
Ve Spojených státech díl během premiéry sledovalo 6,91 milionu diváků.
Robert Canning z IGN uvedl, že šlo o „solidní epizodu seriálu Simpsonovi, a to až do jejího poněkud slabého konce, který však jen málo snížil požitek z celého zbytku dílu“.
Patrick D. Gaertner ze serveru Puzzled Pagan napsal: „Tato epizoda je tak nějak o ničem a člověk na všechno zapomene tak deset minut po jejím zhlédnutí. Všechno je na ní prostě takové nudné a nezanechává ve mně téměř žádný dojem. Navíc ta epizoda nemá jakoby žádnou spojovací tkáň. Na začátku se tváříme, že to bude epizoda o Homerově podlomeném zdraví, ale pak se zaměříme na požáry, abychom se pak zaměřili na předělávání rodinných fotek, než přistaneme na paparazzi zápletku. Je to prostě všechno na jedno brdo a v kombinaci s délkou gaučového gagu mám opravdu pocit, že tuhle epizodu prostě nedokázali vymyslet a čekali, dokud nebudou mít epizodu, která by byla tak akorát dlouhá, aby se dala odvysílat. Není to zrovna nejsilnější počin.“.